# 科技树
科技樹是在遊戲領域中，以圖像呈現的升級方向的可選项。由於通常以樹狀結構來呈現，因此而得名。从图论的角度，它实际上为有向无环图。科技樹中的選項會被歸類於數個層級，玩家通常會從最初級開始，並且只能做出較少的選擇，在玩家的技術提升、或在遊戲中達到某個成就後，便可以鑽研較高級別的選項，同時也可能會關閉通往其它選項的路徑。科技樹有时也以玩家所升级的不同角色特质而改稱，如以技能為基礎時稱為技能樹，以天賦為基礎時稱為天賦樹。

## 概述
在典型的即時戰略遊戲和大多數的回合制戰略遊戲中、玩家必須在遊戲進行的途中、同時顧及新技術的研發。玩家在遊戲開始時擁有一個「指揮中心」、「單位訓練場」和「研究設施」，允許玩家一面開發更先進的技術，一面與敵方交戰。此時，研發科技與生產戰鬥單位間的平衡是玩家所必需面臨的問題。
在研究先進技術時，玩家透過分配點數或消耗遊戲中的資源來開發新技術。在一部份遊戲中，玩家必須透過特定順序構築建築物來解鎖科技樹、以獲取開發更先進技術或更高級建築物的權力。而有些遊戲的高階技術不是基於建築物，而是基於一個或多的低階技術。有一些遊戲兩種混用。
科技樹的結構相當廣泛，在最簡單的情況下，從最初階到最高階的路徑是獨立且沒有其他分支的；在更複雜的情況下，高階科技需要以研究一個或多個低階科技做為先決條件。做為複雜科技樹的例子，在《太空帝國III》中，有超過兩百種科技，而在《流亡黯道》中有超過1300種。一些遊戲中讓不同的種族或文明使用完全不同的科技樹，而有一些則使用相同的科技樹，但有著相異的起始點、或是有著各自獨特的路徑限制。
當科技樹上的科技全部研發完成後，有些遊戲會設計玩家得以研發一項最終技術，有一些則沒有任何新變化，此時玩家可以選擇將研究設施變賣以獲取更多資源。